# Decision Games
Decision Games は、主にボード・ウォーゲームを出版するアメリカ合衆国のゲーム会社である。
1988年、Christopher Cummins によって設立された。
自社製作のゲームを販売すると共に、シミュレーションズ・パブリケイションズから版権を買い取った数多くのゲームの再発売を行っている。
また、以下のボード・ウォーゲームに関する雑誌を発行している。
- Strategy & Tactics
- World At War
- Fire & Movement